# ها سوكجين
ها سيوكجين هو ممثل كوري جنوبي ولد في يوم 10 فبراير 1982 في سيئول. بدأ التمثيل في سنة 2005، مثل في عدة مسلسلات منها ادارة مشعة في سنة 2017 و شرب السولو في 2016 و 4 ساحرات أسطوريات في 2014.